# Португальське вторгнення до Гвінеї
Португальське вторгнення до Гвінеї (також операція «Зелене море» порт. Operação Mar Verde) — військова операція, спланована збройними силами Португалії та проведена 22 листопада 1970 року під час португальської колоніальної війни у Гвінеї-Бісау. Морська десантна операція мала за мету звільнення португальських полонених, знищення інфраструктури ПАІГК та завдання удару по режиму Секу Туре. Реалізована капітан-лейтенантом морської піхоти Алпоімом Кальвао, відповідальним за Центр спеціальних операцій Португальської Гвінеї, за підтримки бригадного генерала Антоніу де Спінола, який був військовим керівником цієї території.

## Історія

### Передумови
У 1952 році Ахмед Секу Туре став лідером Гвінейської демократичної партії (PDG). У 1957 році у Гвінеї відбулися вибори, на яких PDG отримала 56 з 60 місць. PDG провела плебісцит у вересні 1958 року, на якому гвінейці переважною більшістю обрали негайну незалежність, а не продовження асоціації з Францією. Французи вийшли з країни, і 2 жовтня 1958 року Гвінея проголосила себе суверенною та незалежною республікою з Туре як її президентом.
У 1960 році Туре приїхав до Гвінеї та підтримав Амілкара Кабрала та його організацію PAIGC, яка домагалася незалежності Португальської Гвінеї (нині Гвінея-Бісау) та Кабо-Верде від Португальської імперії. У 1963 році PAIGC розпочала війну за незалежність Гвінеї-Бісау.

### Вторгнення
У ніч з 21 на 22 листопада 1970 року близько 200 озброєних гвінейців, одягнених у форму, подібну до гвінейської армії, під командуванням португальських офіцерів, і 220 афро-португальських і португальських солдатів здійснили висадку поблизу гвінейської столиці Конакрі. Солдати висадилися з чотирьох кораблів без розпізнавальних знаків, включаючи LST і вантажного судна, і знищили 4 або 5 допоміжних суден постачання PAIGC. Інші висадилися біля літнього будинку президента Туре, який вони спалили. Окупанти зосередилися на знищенні штаб-квартири Африканської партії незалежності Гвінеї-Бісау та Кабо-Верде у невдалій спробі захопити лідера PAIGC Амілкара Кабрала, який у той час перебував у Європі. Інші захопили табори для політичних в'язнів і звільнили низку полонених, у тому числі португальських солдатів і пілотів, які раніше були захоплені силами PAIGC і передані гвінейцям; деякі були в полоні в цих таборах протягом семи років. Основні атакуючі сили вийшли на підступи, але не атакували аеропорт, втім штурмом взяли те, що вони вважали робочою радіостанцією, не знаючи, що її використання було припинено, коли раніше була установлена нова станція.
Туре в цей час перебував у президентському палаці. Інші солдати захопили два армійські пости, взяли під свій контроль головну електростанцію міста, захопили штаб-квартиру PAIGC (але не Амілкара Кабрала) і звільнили 26 португальських військовополонених, які утримувалися PAIGC у таборі Бойро. Сили гвінейського ополчення безуспішно протистояли силам вторгнення. Оскільки ні Кабрал, ні Туре не були знайдені, португальські рейдери відступили, зазнавши незначних втрат.
У цей момент половина війська вторгнення відійшла разом із звільненими в'язнями до кораблів, що чекали, залишивши завдання повалення гвінейського уряду силам, які налічували менше ніж 150 осіб. Ця група, очевидно, сподівалася на повстання населення, але такої реакції не відбулося. Зовнішні спостерігачі припустили, що суспільна підтримка не була досягнута, оскільки загарбникам не вдалося захопити потрібну радіостанцію, яка продовжувала працювати під контролем уряду. Крім того, більшість важливих урядовців чи партійних чиновників уникла захоплення.

### Наслідки
Протягом тижня після вторгнення Туре створив комітет із десяти осіб, Верховне командування. Набране за рахунок лояльних членів Політбюро його партії, Верховне командування влаштувало масові арешти, затримання без суду та страти. В результаті проведених каральних заходів Верховного командування прочистили ряди урядовців і поліцейських чиновників. Серед жертв були відомі президент Центрального банку Республіки Гвінея та міністр фінансів Усман Бальде. Після п'ятиденного судового розгляду 23 січня 1971 року Вищий революційний трибунал видав наказ про 29 розстрілів (здійснених через три дні), 33 заочних смертних вироки, 68 довічних каторжних робіт і 17 наказів про конфіскацію всього майна.
Полонені громадяни Гвінеї, які приєдналися до португальсько-африканських військ і перейшли на сторону португальців під час вторгнення, отримали довічне ув'язнення на каторжних роботах у Гвінеї. Вісімдесят дев'ять з обвинувачених були звільнені, але дисиденти кажуть, що деякі люди «зникли» у в'язниці або були страчені поза судом. Серед засуджених до страти були члени правлячої партії (включаючи районних керівників партії в Конакрі), начальник поліції Конакрі, секретар президента, помічник міністра фінансів і щонайменше п'ять гвінейських солдатів. Ті, у кого було конфісковано майно, були або французами, або ліванцями. Доля інших заарештованих європейців невідома. Серед тих, хто отримав довічне ув'язнення, були колишні міністри уряду, керівники державних галузей промисловості, колишній губернатор регіону та двоє перших чиновників Національного музею.
У липні 1971 року Туре очистив армію від деяких офіцерів. У квітні 1973 року він очистив свій режим від деяких міністрів.